# 두산쯔구
두산쯔구(위구르어: مايتاغ رايونى 마이타그 구, 중국어: 独山子区, 병음: Dúshānzǐ Qū)는 신장 위구르 자치구 커라마이 시의 현급 행정구역이다. 넓이는 400km2이고, 인구는 2007년 기준으로 50,000명이다.

## 행정 구역
3개 가도를 관할한다.
- 가도변사소: 金山路街道, 西宁路街道, 北村街道.